# Bergslagernas Nyheter (1930)
Bergslagernas Nyheter var en dagstidning utgivningen i Filipstad från 1 augusti 1930 till 20 februari 1933.
Redaktionen för tidningen satt i Filipstad hela utgivningstiden. Redaktören Axel Nylin var också ansvarig utgivare (Karl-Axel Nylin) från den 12 juni 1930 till 1 februari 1933. Tidningen var dagstidning med tredagarsutgivning måndag, onsdag och fredag med utgivning på förmiddagar. Politiskt var tidningen frisinnad vänstertidning.

## Tryckning
Tryckeri var Tryckeriaktiebolaget Bergslagernas nyheter i Filipstad. Tidningen trycktes bara i svart med antikva som typsnitt. Satsytan var stor  44-46x30-31 cm dvs folioformat. Antalet sidor i tidningen var hela tiden 8 sidor. Upplagan var enligt tidningen 2400 exemplar 1932. Priset var 2 kr för fem månader 1930 och sedan 7 kr per år. 1933 är vissa nr märkta med Upplaga A-B. Prenumeration på B-upplagan innebar att prenumeranten även erhöll familjetidningen Värmlänningar, som utkom en gång i veckan. Prenumerationsavgiften var då  8 kr i stället för 7 kr.